# Галкин, Павел Станиславович
Па́вел Станисла́вович Га́лкин (род. 9 октября 1968) — советский и российский легкоатлет, специалист по бегу на короткие дистанции. Выступал за сборные СССР, СНГ и России по лёгкой атлетике в 1990—1996 годах, обладатель бронзовой медали Игр доброй воли в Сиэтле, победитель и призёр первенств национального значения, участник летних Олимпийских игр в Барселоне. Представлял Самарскую область. Мастер спорта России международного класса. Тренер по лёгкой атлетике.

## Биография
Павел Галкин родился 9 октября 1968 года. Занимался лёгкой атлетикой в Самаре.
Впервые заявил о себе на взрослом всесоюзном уровне в сезоне 1990 года, когда выиграл серебряную медаль в беге на 100 метров на чемпионате СССР в Киеве. Попав в основной состав советской национальной сборной, выступил на Играх доброй воли в Сиэтле, где стал седьмым в дисциплине 100 метров и вместе с соотечественниками Виктором Брызгиным, Владимиром Крыловым и Олегом Фатуном взял бронзу в эстафете 4 × 100 метров. Также в этом сезоне стартовал на чемпионате Европы в Сплите.
В 1991 году в составе команды РСФСР стал серебряным призёром в эстафете 4 × 100 метров на чемпионате страны в рамках X летней Спартакиады народов СССР в Киеве.
В 1992 году получил серебро в беге на 100 метров на чемпионате СНГ в Москве. Благодаря череде удачных выступлений вошёл в состав Объединённой команды, собранной из спортсменов бывших советских республик для участия в летних Олимпийских играх в Барселоне — в индивидуальном беге на 100 метров дошёл до стадии четвертьфиналов, тогда как в эстафете 4 × 100 метров вместе с Эдвином Ивановым, Андреем Федоривым и Виталием Савиным показал в финале пятый результат. Позже отметился выступлением на Кубке мира в Гаване, где так же занял пятое место в эстафете.
После распада Советского Союза Галкин выступал за российскую национальную сборную. Так, в 1993 году он взял бронзу в беге на 60 метров на зимнем чемпионате России в Москве, финишировал вторым в беге на 100 метров на летнем чемпионате России в Москве. В эстафете 4 × 100 метров занял третье место на Кубке Европы в Риме, стартовал на чемпионате мира в Штутгарте.
В 1994 году в дисциплине 60 метров одержал победу на зимнем чемпионате России в Липецке, дошёл до полуфинала на чемпионате Европы в помещении в Париже. Позднее финишировал третьим на дистанции 100 метров на Кубке Европы в Бирмингеме.
В 1995 году отметился выступлением на чемпионате мира в Гётеборге.
В 1996 году в дисциплине 60 метров стал серебряным призёром на зимнем чемпионате России в Москве, выступил на чемпионате Европы в помещении в Стокгольме.
В 1997 году на зимнем чемпионате России в Волгограде добавил в послужной список ещё одну серебряную награду, выигранную в беге на 60 метров.
Завершил спортивную карьеру по окончании сезона 1998 года.
За выдающиеся спортивные достижения удостоен почётного звания «Мастер спорта России международного класса».
Окончил Самарский институт инженеров железнодорожного транспорта и Самарский государственный социально-педагогический университет. После завершения спортивной карьеры работал тренером по лёгкой атлетике в самарской Областной спортивной школе.